# Van disparar al pianista
Van disparar al pianista (títol original en castellà, Dispararon al pianista) és una pel·lícula d'animació per adults docudrama espanyola del 2023 dirigida per Fernando Trueba i Javier Mariscal. Centrada al voltant de la desaparició a la vida real i el presumpte assassinat del pianista brasiler Francisco Tenório Júnior el 1976, la pel·lícula és protagonitzada per Jeff Goldblum  com a periodista musical estatunidenc que investiga el cas de Tenório. S'ha doblat i subtitulat al català.
La banda sonora de la pel·lícula inclou música de João Gilberto, Caetano Veloso, Gilberto Gil, Vinicius de Moraes i Paulo Moura, amb alguns dels músics que també apareixen al repartiment de veu mostrant la prova sobre la importància i la influència de Tenório com a part de la investigació de Goldblum.

## Distribució
Un fragment que es va projectar com a treball en curs al Festival Internacional de Cinema d'Animació d'Annecy de 2023, abans de tenir la seva estrena mundial oficial al 50è Festival de Cinema de Telluride.
També es va projectar a diversos festivals de cinema, com ara Toronto, Cinéfest Sudbury, Vancouver, Sant Sebastià, Calgary i BFI London, abans de la seva estrena comercial a l'octubre.
El maig de 2023, Sony Pictures Classics va adquirir els drets de distribució de la pel·lícula per als Estats Units, Canadà, Amèrica Llatina, Escandinàvia, Índia, Orient Mitjà, Turquia, el sud-est asiàtic (excepte Taiwan i Corea del Sud) i aerolínies dins d‘aquests territoris La pel·lícula es va estrenar en una sèrie limitada d'una setmana de classificació de premis en cinemes selectes de Nova York i Los Angeles del 24 al 30 de novembre de 2023, amb una estrena més àmplia programada per al febrer de 2024.

## Recepció

### Llistes Top ten
La pel·lícula va aparèixer a les llistes «Top ten» de la crítica de les millors pel·lícules espanyoles del 2023: 
- 8a — El Confidencial (consens)[10]

## Reconeixements
| Any  | Premi                                         | Categoria                    | Nominat                      | Resultat | Ref    |
| ---- | --------------------------------------------- | ---------------------------- | ---------------------------- | -------- | ------ |
| 2023 | XXIX Premis Cinematogràfics José María Forqué | Millor pel·lícula d’animació | Millor pel·lícula d’animació | Nominat  | [ 11 ] |
| 2024 | Premis Gaudí de 2024                          | Millor pel·lícula d’animació | Millor pel·lícula d’animació | Pendent  | [ 12 ] |
| 2024 | XXXVIII Premis Goya                           | Millor pel·lícula d'animació | Millor pel·lícula d'animació | Pendent  | [ 13 ] |